# Nippononeta silvicola
Nippononeta silvicola är en spindelart som beskrevs av Ono och Saito 200. Nippononeta silvicola ingår i släktet Nippononeta och familjen täckvävarspindlar. Inga underarter finns listade i Catalogue of Life.